# Hybocamenta pusilla
Hybocamenta pusilla är en skalbaggsart som beskrevs av Hermann Burmeister 1855. Hybocamenta pusilla ingår i släktet Hybocamenta och familjen Melolonthidae. Inga underarter finns listade i Catalogue of Life.